# LinuxConsole
LinuxConsole è una distribuzione Linux indipendente sviluppata da Yann Le Doaré. LinuxConsole viene scritto come un'unica parola, e l'utilizzo della parola "console" non intende richiamare la modalità console del sistema Linux, ma vuole rappresentare lo scopo di fornire un sistema semplice da usare, simile a quello di una console di gioco. Questa distribuzione è stata creata da zero e non deriva da altre distribuzioni. Le sue caratteristiche principali sono la leggerezza e la facilità di accesso. LinuxConsole può funzionare come un CD live o un USB live ma può anche essere installato su disco quale sistema operativo completo.

## Storia
La prima versione documentata su DistroWatch è la 0.4 del 2004 ed era basata su Mandrake Linux. La versione 0.4 ha aggiunto numerose applicazioni e strumenti rispetto alla precedente versione che era incentrata in modo particolari al mondo videoludico e multimediale. L'elenco dei software aggiunti includeva programmi utilizzati per lavorare con documenti, riprodurre musica e altre utilità quali firewall e strumenti per stampanti/scanner.
La prima versione sviluppata in modo indipendente è stata la versione 1.0.2007, rilasciata nel 2007 e che aggiungeva piena supporto a dischi e partizioni formattati in NTFS tramite GParted. Questa versione è stata ampiamente testata con successo su computer obsoleti che disponevano di soli 16 MB di RAM.

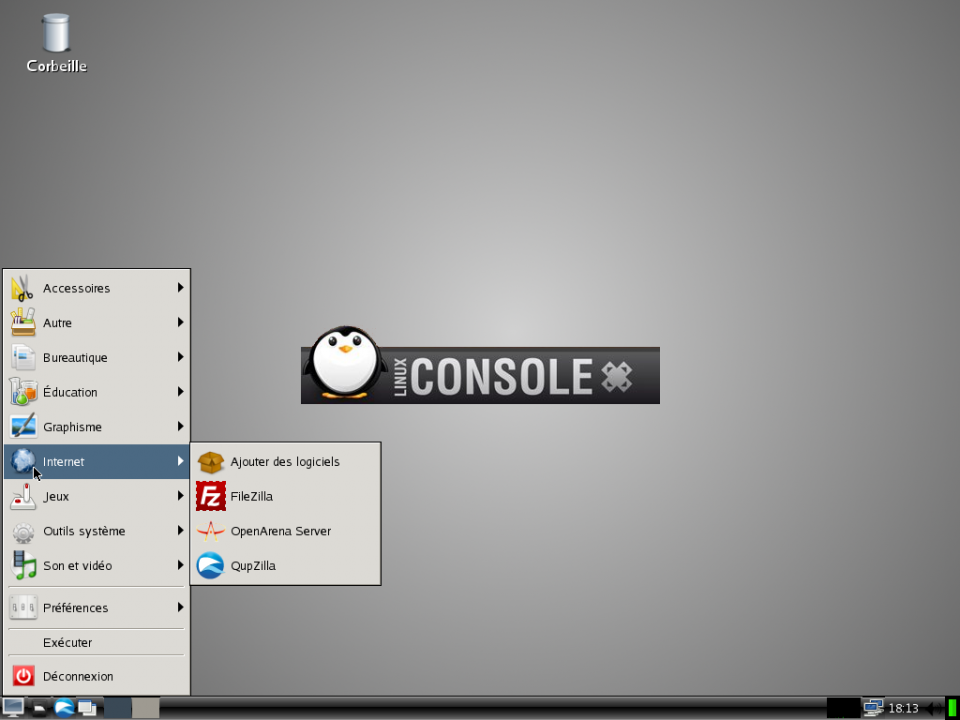
Screenshot di LXDE in uso su LinuxConsole preso da sito web dello sviluppatore.

La versione 1.0.2009 è stata rilasciata nel 2009 in quattro differenti versioni. La prima era un'immagine ISO da 200 MB ed era pensata per computer obsoleti con spazio disco ridotto. Includeva un desktop leggero e un file manager. Una seconda versione era messa a disposizione sotto forma di immagine CD con un desktop di medie dimensioni al quale aggiungeva programmi, funzionalità e giochi. La versione DVD comprendeva tutti i contenuti. Esisteva poi una versione denominata "Jukebox", che permetteva agli utenti di creare la propria ISO e trasferire l'immagine su USB con supporto per UNetbootin. Questa versione era disponibile per il download tramite BitTorrent.
La versione 1.0.2010 nel 2010 segna l'obiettivo di rendere il sistema facile da usare al pari di una console di gioco. La gestione dei moduli è stata completamente riscritta per caricare tutti i moduli contemporaneamente, senza alcuna cache. Questa release segna ill passaggio da Dash a Bash e da initramfs a initrd, consentendo un tempo di avvio molto rapido.  Soli 4 secondi per l'avvio di LXDE avviando il sistema da un CD in VirtualBox. La sessione predefinita era LXDE/ PCManFM ma rimaneva opzionale quella IceWM /Rox Filer. Le connessioni Wi-Fi possono essere configurate con wicd.
La successiva versione più importante in termini di novità è stata la versione 2.0, uscita nel 2013. Questa versione migliora la velocità di avvio, migliora il supporto per le schede video di nuova generazione che per quelle precedenti, offre la modalità Live CD e Live USB e la possibilità di eseguire il sistema in dual-boot con Windows.
Questa release includeva alcuni giochi tra cui OpenTTD, Tux Paint, BZFlag, Neverball, Frozen Bubble, fooBillard, Freecraft, SuperTuxKart e Teeworlds, per citarne alcuni. Sempre in questa versione viene integrato il supporto per i pacchetti Deb. Nonostante questa release non sia più supportata è possibile scaricarla tramite dal sito Web ufficiale.
Il rilascio della versione 2.3, avvenuto nel 2014, migliora il gestore di pacchetti opkg. L'obiettivo di questa versione era quello di poter funzionare anche su vecchi computer per trasformarli in console di gioco. Erano sufficienti appena 256 MB di RAM per poter girare ed era disponibile sia in versione PAE che non PAE e includeva il supporto multilingue. Anche questa versione non è più supportata ma è ancora disponibile per il download tramite il sito mirror.
La versione 2.4, rilasciata nel 2015, contiene uno strumento per l'installazione di software di terze parti e mette a disposizione l'ambiente desktop LXDE. È compatibile con i pacchetti Debian e può eseguire apt-get.

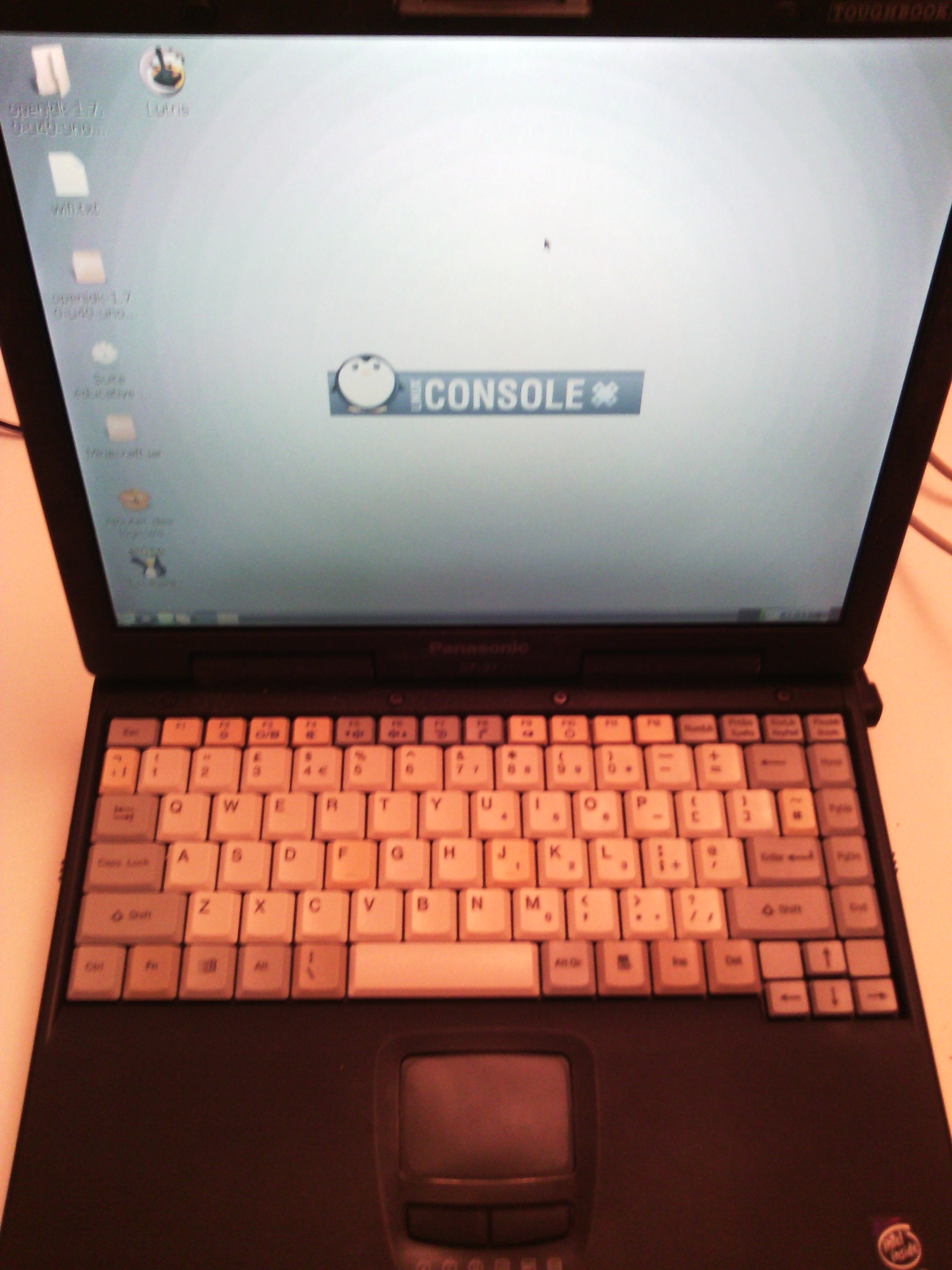
LinuxConsole 2.4 su un laptop con 180 MB di RAM e processore Pentium II.

La versione 2.5 di LinuxConsole ha aggiunto il supporto per UEFI, e la versione a 32 bit è stata l'ultima a supportare hardware non- PAE.
Nel dicembre 2017 viene rilasciata LinuxConsole 2018 che migliora il supporto ai dispositivi Bluetooth e semplifica di configurazione delle reti Wi-Fi.

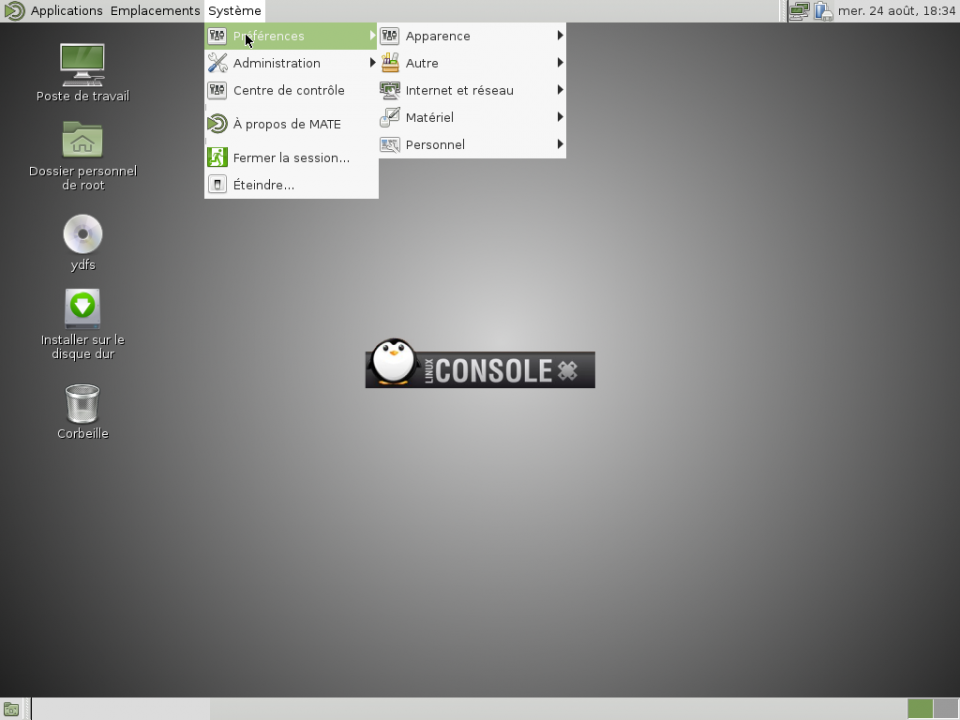
Screenshot di Mate su LinuxConsole 2019 dal sito web dello sviluppatore.

LinuxConsole 2019 supporta l'installazione di set di software tramite moduli e di alcuni software e giochi Windows che funzionano tramite Wine. Il software e i giochi aggiuntivi possono essere installati utilizzando i gestori di pacchetti opkg e APT.
LinuxConsole 2022 è stata invece rilasciata nel 2022.

## Requisiti di sistema
- PC a 32 o 64 bit con architettura i586 x86 o x86-64.
- CPU conforme PAE. (La versione 2.5 può essere utilizzata per CPU non PAE.)
- 500 MB di RAM (la quantità di RAM si basa sui requisiti della versione 2.4.)[44]
  - 128 MB per l'utilizzo di base delle versioni non PAE.
  - 500 MB per un utilizzo normale del browser.
  - 1 GB consigliato per programmi e giochi quali SuperTuxKart[44]
- Può essere installato sul disco rigido tramite CD live, USB live o installazione di rete.[7][8]